# جوکو نینومیا
جوکو نینومیا (به ژاپنی: 宮城光) (زاده ۲۷ ژانویه ۱۹۵۴ در یاواتاهما، شیکوکو، ژاپن) رزمی‌کار ژاپنی و بنیان‌گذار و رئیس سبک انشین کاراته است. او در شهر دنور در ایالت کلرادو، آمریکا محل دفتر اصلی انشین اقامت دارد.
وی ورزش را در سن کودکی با جودو و سومو شروع کرد. در جوانی به کاراته روی آورد و در اولین مسابقات جهانی کیوکوشین ۱۹۷۴ قهرمان سوم جهان شد. نینومیا در مسابقات بزرگان کاراته دنیا توانست مقام نایب قهرمانی را از آن خود کند. در سال ۱۹۸۸ انشین کاراته را بنیانگذاری کرد.